# Rajd 1000 Miglia 2001
Rajd 1000 Miglia 2001 (25. Rally 1000 Miglia) – 25 edycja rajdu samochodowego Rajd 1000 Miglia rozgrywanego we Włoszech. Rozgrywany był od 29 do 31 marca 2001 roku. Była to siódma runda Rajdowych Mistrzostw Europy w roku 2001 (rajd miał najwyższy współczynnik - 20) oraz druga runda Rajdowych Mistrzostw Włoch.

## Klasyfikacja rajdu
| Miejsce                       | Kierowca                     | Pilot                        | Samochód                      | Czas                         | Strata                       |                              |
| Klasyfikacja generalna i ERC  | Klasyfikacja generalna i ERC | Klasyfikacja generalna i ERC | Klasyfikacja generalna i ERC  | Klasyfikacja generalna i ERC | Klasyfikacja generalna i ERC | Klasyfikacja generalna i ERC |
| ----------------------------- | ---------------------------- | ---------------------------- | ----------------------------- | ---------------------------- | ---------------------------- | ---------------------------- |
| 1.                            | Renato Travaglia             | Flavio Zanella               | Peugeot 206 WRC               | 3:30:07.1                    | 0.0                          |                              |
| 2.                            | Paolo Andreucci              | Alessandro Giusti            | Ford Focus RS WRC '00         | 3:30:54.0                    | +46.9                        |                              |
| 3.                            | Andrea Aghini                | Loris Roggia                 | Subaru Impreza WRC S6 '00     | 3:31:14.1                    | +1:07.0                      |                              |
| 4.                            | Diego Oldrati                | Danilo Fappani               | Subaru Impreza WRC S6 '00     | 3:34:42.8                    | +4:35.7                      |                              |
| 5.                            | Armin Kremer                 | Fred Berssen                 | Toyota Corolla WRC            | 3:37:03.8                    | +6:56.7                      |                              |
| 6.                            | Roberto Tononi               | Paolo Comini                 | Toyota Celica GT-Four (ST205) | 3:45:40.0                    | +15:32.9                     |                              |
| 7.                            | Alessandro Fiorio            | Enrico Cantoni               | Mitsubishi Carisma GT Evo VI  | 3:45:53.3                    | +15:46.2                     |                              |
| 8.                            | Fabrizio Ratiglia            | Emanuele Curto               | Mitsubishi Lancer Evo VI      | 3:46:51.3                    | +16:44.2                     |                              |
| 9.                            | Guido Acerbis                | Roberto Mometti              | Mitsubishi Lancer Evo V       | 3:49:24.1                    | +19:17.0                     |                              |
| 10.                           | Dimityr Iliew                | Petar Sivov                  | Peugeot 306 Maxi              | 3:49:33.4                    | +19:26.3                     |                              |
| 11.                           | Alessandro Cremonesi         | Albrecht Baruffa             | Mitsubishi Lancer Evo VI      | 3:49:50.6                    | +19:43.5                     |                              |
| 12.                           | Francesco Laganà             | Alessandra Guglielmi         | Mitsubishi Carisma GT Evo VI  | 3:50:06.2                    | +19:59.1                     |                              |
| Klasyfikacja mistrzostw Włoch |                              |                              |                               |                              |                              |                              |
| 1.                            | Renato Travaglia             | Flavio Zanella               | Peugeot 206 WRC               | 3:30:07.1                    | 0.0                          |                              |
| 2.                            | Paolo Andreucci              | Alessandro Giusti            | Ford Focus RS WRC '00         | 3:30:54.0                    | +46.9                        |                              |
| 3.                            | Andrea Aghini                | Loris Roggia                 | Subaru Impreza WRC S6 '00     | 3:31:14.1                    | +1:07.0                      |                              |
| 4.                            | Diego Oldrati                | Danilo Fappani               | Subaru Impreza WRC S6 '00     | 3:34:42.8                    | +4:35.7                      |                              |
| 5.                            | Roberto Tononi               | Paolo Comini                 | Toyota Celica GT-Four (ST205) | 3:45:40.0                    | +15:32.9                     |                              |
| 6.                            | Alessandro Fiorio            | Enrico Cantoni               | Mitsubishi Carisma GT Evo VI  | 3:45:53.3                    | +15:46.2                     |                              |
| 7.                            | Fabrizio Ratiglia            | Emanuele Curto               | Mitsubishi Lancer Evo VI      | 3:46:51.3                    | +16:44.2                     |                              |
| 8.                            | Guido Acerbis                | Roberto Mometti              | Mitsubishi Lancer Evo V       | 3:49:24.1                    | +19:17.0                     |                              |
| 9.                            | Alessandro Cremonesi         | Albrecht Baruffa             | Mitsubishi Lancer Evo VI      | 3:49:50.6                    | +19:43.5                     |                              |
| 10.                           | Francesco Laganà             | Alessandra Guglielmi         | Mitsubishi Carisma GT Evo VI  | 3:50:06.2                    | +19:59.1                     |                              |